# Rodney King
Rodney King   (Sacramento, 2 d'abril de 1965 - Rialto, 17 de juny de 2012) va ser un ciutadà de Califòrnia que fou víctima el 3 de març de 1991, d'actes de violència policial quan miraven d'arrestar-lo diversos agents de policia de Los Angeles. El 3 de març de 1991, els agents del Departament de Policia de Los Angeles (LAPD) van colpejar severament durant la seva detenció després d'una persecució a alta velocitat per conduir intoxicat per la I-210.Un resident no implicat, George Holliday, va veure i filmar l'incident des del seu balcó proper i va enviar el metratge, que mostrava que King era colpejat a terra a una cadena de notícies local KTLA. El cas de King, un afroamericà, generà una gran atenció mediàtica als Estats Units. L'absolució de tots els policies responsables després del primer judici va desencadenar els aldarulls de 1992 a Los Angeles.
En una conferència de premsa, el cap de policia de Los Angeles, Daryl Gates, va anunciar que els quatre agents implicats serien sancionats per ús excessiu de la força i que tres s'enfrontaran a càrrecs penals. El LAPD va acusar inicialment King d'"evasió delictiva", però més tard va abandonar l'acusació. Quan va ser alliberat, King va parlar amb els periodistes des de la seva cadira de rodes, amb les seves ferides evidents: una cama dreta trencada en un guix, la cara molt tallada i inflada, contusions al cos i una zona cremada al pit on havia estat sacsejat amb una pistola paralitzadora. King va descriure com s'havia agenollat, estès les mans, després va intentar moure's lentament per no fer cap "moviment estúpid", abans de ser colpejat a la cara per una porra i impactat amb una pistola paralitzadora. King també va dir que havia temut per la seva vida quan els agents el varen apuntar amb les armes.
Finalment, quatre agents van ser jutjats per ús excessiu de la força. D'ells, tres van ser absolts; el jurat no va arribar a un veredicte sobre un càrrec per al quart. Poques hores després de les absolucions, van començar els disturbis de Los Angeles de 1992, provocats per la indignació entre les minories racials pel veredicte del judici i qüestions socials relacionades i de llarga durada, superposades a tensions entre les comunitats afroamericanes i coreanes. Els disturbis van durar sis dies i durant ell van morir 63 persones i 2.383 persones més van resultar ferides; només va acabar després que la Guàrdia Nacional de l'Exèrcit de Califòrnia, l'Exèrcit i el Cos de Marines proporcionessin reforços en un intent de restablir el control. King va defensar un final pacífic del conflicte.
El govern federal va processar un cas separat de drets civils, obtenint acusacions del gran jurat dels quatre oficials per violacions dels drets civils de King. El seu judici en un tribunal de districte federal va acabar l'abril de 1993, i dos dels agents van ser declarats culpables i condemnats a complir penes de presó. Els altres dos van ser absolts dels càrrecs. En una demanda civil separada el 1994, un jurat va declarar responsable a la ciutat de Los Angeles i va atorgar a King 3,8 milions de dòlars en danys.